# مینامی-کو، هیروشیما
می‌نامی-کو (به لاتین: Minami-ku) یک منطقهٔ مسکونی در ژاپن است که در هیروشیما واقع شده‌است. می‌نامی-کو ۲۶٫۰۹ کیلومتر مربع مساحت و ۱۳۸٬۴۷۱ نفر جمعیت دارد.